# ويليام دي ماتيا
ويليام دي ماتيا هو لاعب كرة قدم برازيلي في مركز الوسط، ولد في 28 أبريل 1983 في سانتا كاتارينا في البرازيل. لعب مع تامبيري يونايتد وميبا ونادي فيغورينسي ونادي كسانثي ونادي هلسنكي وهكا.